# Прогулка (песня)
«Прогулка» — песня, записанная российской исполнительницей Земфирой. Написанная Земфирой и спродюсированная Игорем Вдовиным, композиция была выпущена 16 декабря 2004 года как второй сингл артистки, из её четвёртого студийного альбома «Вендетта» (2005).

## Предыстория и релиз
В 2004 году Земфира работала над записью саундтрека к фильму Ренаты Литвиновой «Богиня: как я полюбила». В это время началось сотрудничество певицы с композитором и аранжировщиком Игорем Вдовиным. Первым итогом сотрудничества стала песня «Любовь как случайная смерть», вошедшая в саундтрек к фильму. Рассказывая, как проходило создание композиции, Земфира отметила, что у неё неоднозначное отношение к данной работе: «Мне стало интересно, как это, в принципе, делается — когда Игорь выдал гармонию, а мне оставалось лишь написать мелодию и текст. В результате ему бы я поставила четыре с плюсом, а себе — три. Вообще мне кажется, что Игорь лучше работает сольно», — говорила Земфира. Однако вскоре композитор был приглашён для создания нового студийного альбома певицы. Музыканты начали много экспериментировать с электронным звучанием, и в этот период была записана песня «Прогулка». Вдовин выполнил аранжировку и программинг песни.
Композиция стала вторым синглом из пластинки, после релиза радиоверсии «Небомореоблака». Земфира рассказывала, что первоначально принесла песню на «Русское Радио». «Я принесла на „Русское Радио“ песню „Прогулка“… Мне кажется, проще я написать не могу. И её не взяли, то есть взяли в какое-то „неформатное“ время. С формулировкой „слишком модная“. Я хохотала минуты три. Объяснения такие: мы не работаем для Москвы и Санкт-Петербурга — наша аудитория в деревне, в глубинке. Это настолько нелепо», — говорила певица. Видеоклип на композицию был снят Ренатой Литвиновой уже в августе 2004 года, хотя песня поступила в ротацию в декабре. Общий релиз сингла для радиоротации состоялся 16 декабря 2004 года на портале Tophit.

## Музыка и текст
«Прогулка» — это электронная, танцевальная композиция. Аранжировку и программинг песни выполнил Игорь Вдовин. Сама Земфира отнесла песню к жанру поп-музыки и добавила по поводу аранжировки: «Мне нравится эта версия. Такая, совсем непринуждённая, и, мне кажется, там красивые электронные звуки скрипки. Мне кажется, это уместная версия». В интервью сайту Timeout.ru певица говорила, что по настроению песня позитивная, но в целом она не отражает настроение всего альбома.

## Реакция критики
«Прогулка» получила различные мнения от музыкальных критиков. Андрей Бухарин в журнале Rolling Stone относил песню к ключевым трекам альбома «Вендетта». Алексей Мажаев из «Музыкальной правды» дал смешанную оценку тексту и положительную музыке и аранжировке композиции: «в хорошо известной „Прогулке“ вопросы вызывали как раз стихи, будто бы не дотянувшие до уровня мелодии, вдовинской аранжировки и земфириного настроения; и только в окружении остальных номеров альбома текст „Прогулки“ выглядит гармоничным», — писал критик. Семён Кваша называл песню «суперударной», а Соня Соколова отмечала её несомненный хитовый потенциал. Le Meserable из Apelzin.ru писал, что «Прогулку» можно сравнить с произведениями Мадонны и «это сравнение в данном случае в пользу гражданки Рамазановой. Очень по-доброму, очень танцевально, очень-очень».

## Чарты
| Страна/территория (Чарт) | Высшая позиция |
| ------------------------ | -------------- |
| Tophit Общий Топ-100     | 5              |